# Psychotria diplococca
Psychotria diplococca är en måreväxtart som beskrevs av Carl Karl Adolf Georg Lauterbach och Karl Moritz Schumann. Psychotria diplococca ingår i släktet Psychotria och familjen måreväxter.

## Underarter
Arten delas in i följande underarter:
- P. d. diplococca
- P. d. mailanderi
- P. d. tauriensis